# Nacidos para creer (álbum)
Nacidos para creer es el cuarto álbum en solitario de la cantautora española Amaia Montero, el cual se grabó en Londres en los estudios Kensaltown, bajo la producción de Martin Terefe durante la segunda mitad de 2017. Fue publicado el 1 de junio de 2018, aunque en un principio iba a ser publicado el 11 de mayo. Hasta la fecha, los sencillos son Nacidos para creer, Mi Buenos Aires y Revolución.

## Acerca del disco
Nacidos para creer es lo más parecido a un desnudo emocional. Así lo describe el poeta Benjamín Prado, gran amigo de la cantante, que ha participado en la creación conjunta de las letras de varios temas. “Una confesión sin abogados, líneas rojas o direcciones prohibidas, hecha a cara descubierta, con las cartas boca arriba y las manos sobre la mesa”, escribe Prado, porque “hay cosas que solo se pueden decir en una canción y Amaia Montero quería que todas las de Nacidos para creer fueran de esa clase”.

## Lista de canciones

### Edición estándar
| N.º | Título               | Letras                                        | Música        | Duración |  |
| 1.  | «Nacidos para creer» | Amaia Montero & Benjamín Prado                | Amaia Montero | 3:46     |  |
| 2.  | «Mi Buenos Aires»    | Amaia Montero & Benjamín Prado                | Amaia Montero | 3:56     |  |
| 3.  | «Revolución»         | Amaia Montero & Idoia Montero                 | Amaia Montero | 3:41     |  |
| 4.  | «Ave Fénix»          | Amaia Montero & Benjamín Prado                | Amaia Montero | 3:56     |  |
| 5.  | «Vistas al mar»      | Amaia Montero & Idoia Montero                 | Amaia Montero | 4:07     |  |
| 6.  | «Por ti»             | Amaia Montero                                 | Amaia Montero | 2:53     |  |
| 7.  | «La boca del lobo»   | Amaia Montero & Benjamín Prado                | Amaia Montero | 3:42     |  |
| 8.  | «Final feliz»        | Amaia Montero, Benjamín Prado & Idoia Montero | Amaia Montero | 3:41     |  |
| 9.  | «Me equivoqué»       | Amaia Montero & Benjamín Prado                | Amaia Montero | 3:37     |  |
| 10. | «La enredadera»      | Amaia Montero & Benjamín Prado                | Amaia Montero | 5:50     |  |

### Posición
| País           | Mejor posición |
| -------------- | -------------- |
| España         | 1              |
| México         | 1              |
| Argentina      | 1              |
| Chile          | 1              |
| Perú           | 1              |
| Panamá         | 1              |
| Costa Rica     | 2              |
| Uruguay        | 1              |
| Estados Unidos | 1              |
| Ecuador        | 1              |
| Colombia       | 1              |

## Posiciones en la lista PROMUSICAE
| Posición | 1 | 7 | 17 | 22 | 34 | 30 | 45 | 13 | 32 | 57 | 54 | 55 | 54 | 73 | 84 | 65 | 78 | 96 |

## Posiciones en la lista CAPIF
| Posición | 12 |